# Ulmàcies
Les Ulmàcies (Ulmaceae) són una família de plantes angiospermes de l'ordre de les rosals. Els membres d'aquesta família tenen una distribució principal per l'hemisferi nord de clima temperat i en menys quantitat en altres zones excepte Austràlia.

## Descripció
La família és un grup d'arbres i arbustos de fulla perenne o caducifoli amb substàncies mucilaginoses al teixit de fulles i escorça. Les fulles s'acostumen a trobar de manera alternativa a les tiges. Les fulles són simples (no compostes), amb marges sencers (llisos) o dentades diverses, i sovint tenen una base asimètrica. Les flors són petites i bisexuals o unisexuals. El fruit és una sàmara indehiscent, fruita de closca o drupa. Ulmus proporciona arbres de fusta importants sobretot per a mobles, i U. rubra, l'om relliscós, és una planta medicinal coneguda per la propietat demulcent de la seva escorça interna. Planera aquatica també és una espècie de fusta. Planera, Ulmus i Zelkova es conreen com a arbres ornamentals.

## Taxonomia
Aquesta família va ser descrita per primer cop l'any 1815 al segon volum de l'obra Elémens de Physiologie Végétale et de Botanique pel botànic francès Charles-François Brisseau de Mirbel.
Antigament, a la família s'hi havia inclòs el gènere Celtis, però l'anàlisi dels membres del grup de filogènia de les angiospermes va suggerir que aquest gènere havia d'estar situat dins la família de les cannabàcies.

### Etimologia
El nom prové del gènere tipus Ulmus que és el nom llatí de l'om. També prové del mot accadi u’ulum. El nom comú anglès «elm» podria procedir de l'arrel indoeuropea "el-".

### Gèneres
Dins d'aquesta família es reconeixen set gèneres:
- Ampelocera Klotzsch
- Hemiptelea Planch.
- Holoptelea Planch.
- Phyllostylon Capan. ex Benth. & Hook.f.
- Planera J.F.Gmel.
- Ulmus L.
- Zelkova Spach

Entre les set gèneres sumen un total de 60 espècies, en destaca el gènere Ulmus, present a les zones temperades d'Europa i Àsia, el nord d'Àfrica, Amèrica del Nord i Amèrcia Central, amb 38 espècies. El segueix el gènere Ampelocera amb 11 espècies amb presència a l'Amèrica tripical. El gènere Zelkova, amb 6 espècies, es troba a l'est de l'Àsia Oriental, el Caucas del Sud, Turquia, Iran i Sicília.
Els altres quatre gèneres només sumen cinc espècies, el gènere Holoptelea conté dues espècies i està present al subcontinent Indi, el sud-est asiàtic, el sud de l'Àfrica Occidental i l'Àfrica Central; el gènere Hemiptelea es troba a la Xina i Corea, el gènere Phyllostylon a Mèxic i Amèrica tropical, i el gènere Planeraal Sud dels Estats Units d'Amèrica.

### Filogènia
La filogènia molecular moderna suggereix les relacions següents:
|  | Holoptelea |
|  |            |
|  | Ampelocera |
|  |            |

|  | Hemiptelea                                        |
|  |                                                   |
|  | \| \| Zelkova \| \| \| \| \| \| Ulmus \| \| \| \| |
|  |                                                   |
|  | Zelkova                                           |
|  |                                                   |
|  | Ulmus                                             |
|  |                                                   |

|  | Zelkova |
|  |         |
|  | Ulmus   |
|  |         |

|  | Holoptelea |
|  |            |
|  | Ampelocera |
|  |            |

|  | Hemiptelea                                        |
|  |                                                   |
|  | \| \| Zelkova \| \| \| \| \| \| Ulmus \| \| \| \| |
|  |                                                   |
|  | Zelkova                                           |
|  |                                                   |
|  | Ulmus                                             |
|  |                                                   |

|  | Zelkova |
|  |         |
|  | Ulmus   |
|  |         |

|  | Holoptelea |
|  |            |
|  | Ampelocera |
|  |            |

|  | Hemiptelea                                        |
|  |                                                   |
|  | \| \| Zelkova \| \| \| \| \| \| Ulmus \| \| \| \| |
|  |                                                   |
|  | Zelkova                                           |
|  |                                                   |
|  | Ulmus                                             |
|  |                                                   |

|  | Zelkova |
|  |         |
|  | Ulmus   |
|  |         |

|  | Holoptelea |
|  |            |
|  | Ampelocera |
|  |            |

|  | Hemiptelea                                        |
|  |                                                   |
|  | \| \| Zelkova \| \| \| \| \| \| Ulmus \| \| \| \| |
|  |                                                   |
|  | Zelkova                                           |
|  |                                                   |
|  | Ulmus                                             |
|  |                                                   |

|  | Zelkova |
|  |         |
|  | Ulmus   |
|  |         |